# Associazione Calcio Mezzocorona 2009-2010
Questa voce raccoglie le informazioni riguardanti  l'Associazione Calcio Mezzocorona nelle competizioni ufficiali della stagione 2009-2010.

## Rosa
| N. |                   | Ruolo | Calciatore        |
| -- | ----------------- | ----- | ----------------- |
| -  | Italia (bandiera) | D     | Marco Berardo     |
| -  | Italia (bandiera) | C     | Paolo Capodaglio  |
| -  | Italia (bandiera) | C     | Mattia Corradi    |
| -  | Italia (bandiera) | C     | Nicolò De Cesare  |
| -  | Italia (bandiera) | C     | Morris Donati     |
| -  | Italia (bandiera) | C     | Elia Donzelli     |
| -  | Italia (bandiera) | A     | Daniele Ferretti  |
| -  | Italia (bandiera) | C     | Andrea Flavi      |
| -  | Italia (bandiera) | C     | Alessandro Furlan |
| -  | Italia (bandiera) | P     | Fabio Gadignani   |
| -  | Italia (bandiera) | A     | Giorgio Galli     |

| N. |                   | Ruolo | Calciatore           |
| -- | ----------------- | ----- | -------------------- |
| -  | Italia (bandiera) | D     | Aron Giacomoni       |
| -  | Italia (bandiera) | C     | Gabriele La Forgia   |
| -  | Italia (bandiera) | D     | Simone Menichetti    |
| -  | Italia (bandiera) | D     | Denny Nazari         |
| -  | Italia (bandiera) | P     | Matteo Nodari        |
| -  | Italia (bandiera) | C     | Fabio Oretti         |
| -  | Italia (bandiera) | A     | Davide Panizza       |
| -  | Italia (bandiera) | D     | Andrea Pianetti      |
| -  | Italia (bandiera) | C     | Pierangelo Tarantino |
| -  | Italia (bandiera) | D     | Mirko Traversi       |